# FC Helsingør
Der FC Helsingør ist ein Fußballklub aus der dänischen Stadt Helsingør. Der Verein spielte ab der Saison 2020/21 in der zweiten dänischen Liga. 2017/18 war er für eine Spielzeit in der höchsten dänischen Spielklasse vertreten. Seit 2024/25 ist er drittklassig.

## Geschichte
Der FC Helsingør wurde am 1. Juni 2005 als Zusammenschluss verschiedener Fußballvereine der Helsingør Kommune unter dem Namen Elite 3000 Fodbold gegründet. Die Umbenennung in FC Helsingør erfolgte 2012.
Der Verein startete 2005 in der fünftklassigen Kvalifikationsrækken. In den folgenden zwölf Jahren stieg er um insgesamt vier Klassen auf und spielte in der Folge in der Saison 2017/18 erstmals in der höchsten dänischen Fußballliga. Dort beendete man die Saison als schlechtestplatzierte der vierzehn Mannschaften und scheiterte auch in den anschließenden Abstiegsplayoffs, sodass nach einer Saison wieder der Gang in die Zweitklassigkeit angetreten werden musste. Nach der anschließenden Spielzeit 2018/19 folgte ein weiterer Abstieg in die dritte Liga.
Die größten Erfolge im dänischen Pokal waren bislang das Erreichen der vierten Runde (Runde der letzten 16) in der Saison 2015/16 und in der Saison 2017/18.

### Platzierungen
| 2005 Herbst                                       | Kvalifikationsrækken | V   | 4  |
| 2006 Frühjahr                                     | Kvalifikationsrækken | V   | 3  |
| 2006 Herbst                                       | Kvalifikationsrækken | V   | 3  |
| 2007 Frühjahr                                     | Kvalifikationsrækken | V   | 2  |
| 2007/08                                           | Danmarksserien       | IV  | 5  |
| 2008/09                                           | Danmarksserien       | IV  | 4  |
| 2009/10                                           | Danmarksserien       | IV  | 1  |
| 2010/11                                           | 2. Division Øst      | III | 2  |
| 2011/12                                           | 2. Division Øst      | III | 10 |
| 2012/13                                           | 2. Division Øst      | III | 2  |
| 2013/14                                           | 2. Division Øst      | III | 4  |
| 2014/15                                           | 2. Division Øst      | III | 1  |
| 2015/16                                           | 1. Division          | II  | 7  |
| 2016/17                                           | 1. Division          | II  | 3  |
| 2017/18                                           | Superliga            | I   | 14 |
| 2018/19                                           | 1. Division          | II  | 11 |
| 2019/20                                           | 2. Division          | III | 1  |
| 2020/21                                           | 1. Division          | II  | 4  |
| 2021/22                                           | 1. Division          | II  | 4  |
| 2022/23                                           | 1. Division          | II  | 6  |
| 2023/24                                           | 1. Division          | II  | 12 |
| 2024/25                                           | 2. Division          | III | 10 |
| grün unterlegt: Aufstieg / rot unterlegt: Abstieg |                      |     |    |

## Bekannte Spieler
- Momodou Loum (* 1976), ehemaliger Nationalspieler Gambias
- David Rasmussen (* 1976), ein Länderspiel für Dänemark,[5] 16 Bundesligaspiele für Hansa Rostock
- Thomas Kristensen (* 1983), neun Länderspiele für Dänemark[6]
- Kevin Stuhr Ellegaard (* 1983), zwei Bundesligaspiele für Hertha BSC
- Daniel Udsen (* 1983), 14 Länderspiele für die Färöer[7]
- Sebastian Mielitz (* 1989), 62 Bundesligaspiele für Werder Bremen
- Casper Sloth (* 1992), acht Länderspiele für Dänemark
- Mihkel Ainsalu (* 1996), Nationalspieler Estlands[8]
- Adnan Mohammad (* 1996), Nationalspieler Pakistans[9]
- Liam Jordan (* 1998), Nationalspieler Südafrikas[10]
- Callum McCowatt (* 1999), Nationalspieler Neuseelands[11]
- Nando Pijnaker (* 1999), Nationalspieler Neuseelands[12]
- Dalton Wilkins (* 1999), Nationalspieler Neuseelands[13]
- Elijah Just (* 2000), Nationalspieler Neuseelands[14]
- Oliver Kass Kawo (* 2001), Nationalspieler Syriens[15]

## Stadion
Das Helsingør Stadion wurde am 1. Juli 1923 eingeweiht und bietet heute Platz für 5.500 Zuschauer.